# 1130
Високе Середньовіччя  •  Золота доба ісламу  •  Реконкіста  •  Хрестові походи  •  Київська Русь

## Геополітична ситуація
Візантію очолює Іоанн II Комнін (до 1143). Лотар II є королем Німеччини (до 1137), Людовик VI Товстий — королем Франції (до 1137).
Апеннінський півострів розділений: північ належить Священній Римській імперії, середню частину займає Папська область, більша частина півдня належить Сицилійському королівству. Деякі міста півночі: Венеція, Піза, Генуя, мають статус міст-республік.
Південь Піренейського півострова захопили Альморавіди. Північну частину півострова займають християнські Кастилія, Леон (Астурія, Галісія), Наварра та Арагон, Барселона. Королем Англії є Генріх I Боклерк (до 1135), королем Данії Нільс I (до 1134).
У Київській Русі княжить Мстислав Великий (до 1132). У Польщі княжить Болеслав III Кривоустий (до 1138). На чолі королівства Угорщина стоїть Іштван II (до 1131).
На Близькому сході існують держави хрестоносців: Єрусалимське королівство, Антіохійське князівство, Едеське графство, графство Триполі. Сельджуки окупували Персію та Малу Азію, в Єгипті владу утримують Фатіміди, у Магрибі Альмохади потіснили Альморавідів, у Середній Азії правлять Караханіди, Газневіди втримують частину Індії. У Китаї співіснують держава ханців, де править династія Сун, держава чжурчженів, де править династія Цзінь, та держава тангутів Західна Ся. На півдні Індії домінує Чола. В Японії триває період Хей'ан.

## Події
- Завершення підкорення київським князем Мстиславом Володимировичем Полоцького князівства.
- Митрополит Михаїл II прибув із Константинополя в Київ.
- У Новгороді на посадництво обрали Петрилу Микульчича (Петрило — варіант християнського імені Петро).
- Закінчення будівництва Георгіївського собору Юрійового монастиря у Новгороді.
- Перші князівські жалувані грамоти, дані новгородським монастирям.
- Після смерті папи римського Гонорія II обрано зразу двох нових понтифіків: колегія з 8 кардиналів обрала Іннокентія II. Інші кардинали не погодилися й обрали Анаклета II. Іннокентію довелося втікати в Францію.
- 27 вересня при підтримці папи римського Анаклета II нормандський герцог Рожер II, проголошений у вересні королем Сицилії, об'єднав Сицилію і Південну Італію в єдину державу —  Сицилійське королівство.
- Альмохади завдали поразки Альморавідам у Марокко, хоча не змогли взяти Маракеш.

## Народились
- Маредид ап Грифид
- Вільгельм Тірський
- Кирило Турівський.

## Померли
- Тереза Леонська
- Роберт Беллемський
- Матильда Гантінгдонська
- Гонорій II, Папа Римський.
- Бернар Шартрський